# Boston-Marathon 1982
Der Boston-Marathon 1982 war die 86. Ausgabe der jährlich stattfindenden Laufveranstaltung in Boston, Vereinigte Staaten. Der Marathon fand am 19. April 1982 statt.
Bei den Männern gewann Alberto Salazar in 2:08:52 h und bei den Frauen Charlotte Teske in 2:29:33 h.

## Ergebnisse

### Männer
| Platz | Athlet           | Land               | Zeit (h) |
| ----- | ---------------- | ------------------ | -------- |
| 01    | Alberto Salazar  | Vereinigte Staaten | 2:08:52  |
| 02    | Dick Beardsley   | Vereinigte Staaten | 2:08:54  |
| 03    | John Lodwick     | Vereinigte Staaten | 2:12:01  |
| 04    | Bill Rodgers     | Vereinigte Staaten | 2:12:38  |
| 05    | Kjell-Erik Ståhl | Schweden           | 2:12:46  |
| 06    | Dennis Rinde     | Vereinigte Staaten | 2:15:04  |
| 07    | Terry Baker      | Vereinigte Staaten | 2:16:32  |
| 08    | Rick Callison    | Vereinigte Staaten | 2:16:35  |
| 09    | Robert Wallace   | Australien         | 2:17:18  |
| 10    | Ben Moturi       | Kenia              | 2:17:30  |

### Frauen
| Platz | Athletin          | Land               | Zeit (h) |
| ----- | ----------------- | ------------------ | -------- |
| 01    | Charlotte Teske   | BR Deutschland     | 2:29:33  |
| 02    | Jacqueline Gareau | Kanada             | 2:36:09  |
| 03    | Eileen Claugus    | Vereinigte Staaten | 2:38:48  |
| 04    | Kiki Sweigart     | Vereinigte Staaten | 2:39:49  |
| 05    | Shirley Durtschi  | Vereinigte Staaten | 2:40:47  |
| 06    | Kathy Molitor     | Vereinigte Staaten | 2:41:12  |
| 07    | Julie Isphording  | Vereinigte Staaten | 2:43:31  |
| 08    | Zehava Shmueli    | Israel             | 2:44:00  |
| 09    | Shirley Finken    | Vereinigte Staaten | 2:44:09  |
| 10    | Nancy Mieszczak   | Vereinigte Staaten | 2:44:17  |